# Simonopetra
Simonopetra nebo Simonos Petras (řecky: Σιμωνόπετρα) je pravoslavný klášter (monastýr) v Řecku, jeden z dvacítky klášterů na hoře Athos. V tradiční hierarchii athoských klášterů zaujímá třinácté místo. Je postaven na vrcholu obrovské skály, prakticky visí z útesu 330 metrů nad mořem. V současné době zde sídlí zhruba šedesátka mnichů.

## Dějiny
Klášter byl založenokolo roku 1257 Šimonem Athonitem, který byl později svatořečen pravoslavnou církví jako svatý Šimon Nositel myrhy. Tradice tvrdí, že Simon, když přebýval v nedaleké jeskyni, měl vizi, kde mu bohorodička nařídila, aby postavil klášter na vrcholu skály, a slíbila, že ho bude chránit. Šimon nazval klášter „Nový Betlém“ (řecky: Νέα Βηθλεέμ). Dodnes je zasvěcen Narození Ježíše, ale časem převážilo pojmenování po zakladateli - Simonopetra lze přeložit jako "Šimonova skála". V roce 1364 financoval srbský despota Jovan Uglješa renovaci a rozšíření kláštera a v roce 1368 pro něj vydal královskou zlatou bulu. Ruský poutník Izajáš koncem 15. století psal, že klášter je bulharský. V roce 1567 byla dokončena arsanas (přístavní budova). V roce 1581 byla Simonopetra zničena požárem, při kterém zemřela velká část mnichů. Opat kláštera Evgenios pak odjel do Dunajských knížectví v naději, že získá finanční prostředky na opravu. Nejvýznamnějším donátorem byl valašský kníže Michal Chrabrý, který klášteru daroval mnoho pozemků a také peníze. Klášter vyhořel znovu v roce 1626. Poslední velký požár přišel v roce 1891. Po něm byl klášter přestavěn do dnešní podoby. V polovině 20. století byl klášter již téměř opuštěn, současné bratrstvo ho osídlilo v roce 1973, když přišlo z kláštera Meteora. Pěvecký sbor kláštera si získal dobrou pověst mezi fanoušky byzantské hudby.

## Architektura
Klášter se skládá z několika vícepatrových budov, z nichž hlavní stojí na místě původní stavby, kterou postavil Šimon. Hlavní budova byla nazývána „nejodvážnější stavbou poloostrova“. Mniši ze Simonopetry tradičně počítají patra shora dolů, takže horní patro je prvním patrem a spodní patro posledním. Klášter je postaven na podloží masivní skály a skála prochází i spodními patry. Po požáru v roce 1580 byla přistavena západní budova. Východní budova byla postavena po požáru v roce 1891, většinou z finančních prostředků získaných v Rusku.